# Peter Greenaway

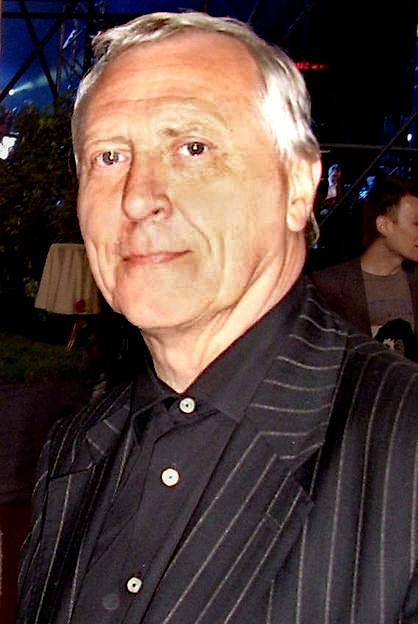
Peter Greenaway (2007)

Peter Greenaway, CBE (* 5. April 1942 in Newport, Wales) ist ein britischer Filmregisseur, Experimentalkünstler, Drehbuchautor, Kameramann und Filmeditor.

## Leben und Filmschaffen

### Jugend und Ausbildung
Im Alter von zwölf Jahren beschloss Greenaway, Maler zu werden, und ging zum Walthamstow College of Art. Nach Arbeiten auf Staffelei, in Wandmalerei und Zeichenkunst wurden später Collagen sein Hauptmittel. Die Malerei wurde ein wichtiger Einfluss in seinem späteren Filmschaffen.

### Erste Filme
Mit 22 Jahren kaufte er seine erste Filmkamera, eine 16-mm-Bolex. Nachdem er von der Filmschule des Royal College of Art in London abgelehnt worden war, begann er als Filmeditor und -regisseur am Central Office of Information, einer britischen Regierungsbehörde, die Informationsfilme produziert. Die dort gemachten Erfahrungen übersetzte er bald in eine Erforschung der Absurdität der Bürokratien sowie der Möglichkeiten der dokumentarischen Form.
Parallel zu seiner täglichen Arbeit begann Peter Greenaway, erste experimentelle Kurzfilme zu drehen. In Train (1966) schuf er ein mechanisches Ballett, als eine Dampfeisenbahn in den Bahnhof kommt. In Baum (1966) zeigt er das Leben von Bäumen im Verhältnis zu dem Beton in den Straßen von London. Voice-over in Windows (1975) erzählt eine Geschichte über die Häufigkeit von Fensterstürzen in der Stadt, während durch Fenster idyllische Landschaft gefilmt wird.
Diese Werke brachten ihm nicht viel Anerkennung. Erst als sein bis dahin ambitioniertestes Werk, die dreistündige fiktive Dokumentation The Falls (1980), rund um ein absurdes „Violent Unknown Event“ auf einem Filmfestival in Rotterdam gezeigt wurde, wurde er bekannter. Er lernte dabei den niederländischen Produzenten Kees Kasander kennen, der fortan seine Filme produzierte.

### Spielfilme
Greenaways Spielfilme kreisen um die Themen Kunst, Sex, Gewalt, Religion und Tod. Sein erster Spielfilm Der Kontrakt des Zeichners ist ein kriminologisches Puzzle um einen eitlen Maler im England des ausgehenden 17. Jahrhunderts. Im Jahr 1983 erschien Four American Composers, eine Sammlung von vier Dokumentationen über die Komponisten Robert Ashley, John Cage, Philip Glass und Meredith Monk. Bald darauf folgten der surreale Spielfilm ZOO – A Zed & Two Noughts über Tiere, Verwesung, Symmetrie, Schicksal und den Maler Jan Vermeer sowie die Filme Der Bauch des Architekten und Verschwörung der Frauen.
Einem größeren Publikum bekannt wurde Greenaway 1989 durch die schwarze Groteske Der Koch, der Dieb, seine Frau und ihr Liebhaber. 1991 schuf er unter dem Titel Prosperos Bücher eine Verfilmung von William Shakespeares Der Sturm mit John Gielgud in der Hauptrolle. Die Musik zu sechs seiner Filme (The Falls, Der Kontrakt des Zeichners, Ein Z und zwei Nullen, Verschwörung der Frauen, Der Koch, der Dieb, seine Frau und ihr Liebhaber und Prosperos Bücher) schrieb der englische Komponist Michael Nyman.

Peter Greenaway in Venedig 1987

Die selbst für Greenaway überspitzte und oft obszöne Kirchensatire Das Wunder von Mâcon fiel bei Kritik und Publikum durch. Mehr positive Resonanz erhielt Die Bettlektüre mit Vivian Wu und Ewan McGregor. Mit 8½ Frauen schuf Greenaway eine humoristische Hommage an Federico Fellini voller sexueller Obsessionen.

### The Tulse Luper Suitcases
Greenaways monumentales Projekt The Tulse Luper Suitcases umfasst drei Spielfilme, eine Fernsehserie, 92 DVDs, CD-ROMs und Bücher über das Leben von Tulse Luper und seine 92 Koffer mit obskurem Inhalt.  Tulse Luper taucht als Figur und Mitarbeiter (so z. B. Production Assistant für A Walk Through H) in mehreren Filmen Greenaways auf, so in The Falls oder in den Kurzfilmen Vertical Features Remake und A Walk Through H. In Greenaways Filmen entfaltet sich rund um Luper eine Art Mythologie, zu der eine Reihe immer wieder auftretender Charaktere gehört, wie beispielsweise Lupers Gegenspieler Van Hoyten. In Saskia Bodekkes (Greenaways Ehefrau) Inszenierung von Gold – 92 bars in a crashed car am Schauspiel Frankfurt/Main im November 2001, das Bodekke und Greenaway gemeinsam erarbeitet hatten, taucht die Zahl 92 ebenfalls auf.

### Seit 2000
Ab 2007 beschäftigte er sich in Nightwatching mit Rembrandt van Rijn und insbesondere mit dessen Gemälde Die Nachtwache. Der Film war eine Rückkehr zu Stil und Thematik von Kontrakt des Zeichners. Selbst bekennende Greenaway-Gegner empfanden den vergleichsweise emotionalen Film als „erträglich“. Als Visual Jockey zeigte er 2008 einen Live-Remix von Leonardo da Vincis Abendmahl in Mailand. Eisenstein in Guanajuato (2015) ist eine Art Filmcollage mit biografischen Elementen aus dem Leben des sowjetischen Regisseurs Sergej Eisenstein, insbesondere über dessen Reise nach Mexiko 1931.

### Familie
Peter Greenaway war in zweiter Ehe mit der niederländischen Theaterregisseurin und Künstlerin Saskia Boddeke verheiratet. Er hat vier Kinder von drei Frauen. Ein Sohn wurde als Frucht seiner Samenspende an ein befreundetes lesbisches Paar geboren. Seine erste Tochter kam zur Welt, als er 25 war, bei der zweiten war er 50 Jahre alt, fast 60 bei der dritten.

## Filmsprache
Nach Peter Greenaways Auffassung hat die Sprache des Films seit den 1960er Jahren keine Entwicklung mehr erfahren. Greenaways künstlerischer Anspruch ist es daher, sie grundlegend zu erneuern. Dabei verweigert er rational nachvollziehbare Geschichten und setzt vorwiegend auf Kraft und Schönheit der Bilder. Kennzeichen seiner Filme sind lange Totaleinstellungen auf minuziös durchgestaltete, statische Arrangements von Dekorationen und Schauspielern sowie lange Kamerafahrten. Regelmäßig nutzt Greenaway Ausdruckselemente anderer Kunstformen, etwa der Bildenden Kunst (Der Kontrakt des Zeichners), der Architektur (Der Bauch des Architekten) oder der Kalligraphie (Die Bettlektüre). Sein Schaffen orientiert sich an der Idee des Gesamtkunstwerks, wobei er seine Filme nach formalen Systemen organisiert, etwa Verweissysteme aus der Semiotik, Zahlenreihen der Kabbala und Kodifizierung. In Drowning by Numbers beispielsweise baute Greenaway die Zahlen von 1 bis 100 in numerischer Reihenfolge in die Bilder und die Dialoge ein. Außerdem enthält der Film 100 Sterne, die von einem seilspringenden Mädchen benannt werden, wie auch 100 Objekte, die mit einem „S“ beginnen.
Seit der in Zusammenarbeit mit dem Videokünstler Tom Philipps entstandenen TV-Produktion A TV-Dante. cantos 1–8 und Prosperos Bücher (1991) setzt Greenaway verstärkt HDTV- und Postproduction-Technik ein und lässt dabei unter anderem ineinander verschachtelte Frames auf der Leinwand erscheinen und verschwinden. Diese Art von Filmsprache wandte er auch in Die Bettlektüre und sehr häufig in The Tulse Luper Suitcases an.

## Filmografie (Auswahl)
- 1980: The Falls
- 1982: Der Kontrakt des Zeichners (The Draughtsman's Contract)
- 1983: Four American Composers (Dokumentarfilm)
- 1985: Ein Z & zwei Nullen (A Zed & Two Noughts)
- 1985: 26 Bathrooms
- 1986: Der Bauch des Architekten (The Belly of an Architect)
- 1988: Verschwörung der Frauen (Drowning by Numbers)
- 1989: Der Koch, der Dieb, seine Frau und ihr Liebhaber (The Cook the Thief His Wife & Her Lover)
- 1989: Die Toten der Seine (Les Morts de la Seine)
- 1991: Prosperos Bücher (Prospero's Books)
- 1993: Das Wunder von Mâcon (The Baby of Mâcon)
- 1996: Die Bettlektüre (The Pillow Book)
- 1999: 8½ Frauen (Eight and a Half Women)
- 2001: The Man in the Bath
- 2004: The Tulse Luper Suitcases (min. 3 Filme, rund 350 Minuten)[5]
- 2007: Nightwatching – Das Rembrandt-Komplott (Nightwatching)
- 2008: Rembrandts Nachtwache –  Geheimnisse eines Gemäldes (J'Accuse)
- 2012: Goltzius and the Pelican Company
- 2013: 3x3D (zusammen mit Jean-Luc Godard und Edgar Pêra)
- 2015: Eisenstein in Guanajuato

## Zitate
„Wir sind in Gefahr, die alten Formensprachen zu verlieren. Aber, und das ist wahrscheinlich typisch postmodern, wir müssen fähig sein, die alten Sprachen zu rekapitulieren und wiederaufzunehmen, uns ihrer geschichtlichen Kontinuität bewußt zu bleiben. In meinen Filmen kann man sehen, daß ich ein waschechter Atheist bin, aber in Theologie hatte ich immer die besten Noten.“

„Im Kino müssen wir uns erst einmal von der Tyrannei befreien, und es sind deren vier: die Tyrannei des Texts, die Tyrannei des Schauspielers, die Tyrannei des Bildausschnitts und, am allerwichtigsten, die Tyrannei der Kamera. Der Film muß sich von der Kamera trennen, um sich aus der Sklaverei zu befreien. Denn da bin ich mir ganz sicher: Die Kamera steht dem Film im Weg.“

## Musikalische Werke
Greenaway schrieb Anfang der 1990er Jahre unter dem Titel Death of a Composer (Tod eines Komponisten) eine Serie von zehn Opernlibretti. Unter den dargestellten Komponisten befinden sich als reale Personen Anton Webern und John Lennon.

## Ausstellungen (Auswahl)
- 1992: Zeichnungen zu Prospero's Books in der Gesellschaft für Aktuelle Kunst, Bremen
- 1992: 100 Objects to Represent the World in der Hofburg, dem Semper-Depot und der Akademie der bildenden Künste, Wien
- 2015: Gehorsam (mit Saskia Boddeke) im Jüdischen Museum, Berlin, vom 22. Mai bis 13. September 2015[8]

## Kataloge (Auswahl)
- Peter Greenaway: Italy of the Cities[9], 2011.
- Peter Greenaway: Goltzius & The Pelican Company[10], 2013.
- Peter Greenaway: The Towers: Lucca Hubris[11], 2014.
- Peter Greenaway: I AM ISAAC[12], 2015.

## Publikationen (Auswahl)
- Peter Greenaway: The Baby of Mâcon[13], 1996.
- Peter Greenaway: Drowning By Numbers[14], 1998.
- Peter Greenaway: The Belly Of An Architect[15], 1998.
- Peter Greenaway: A Zed & Two Noughts[16], 1998.
- Peter Greenaway: The Ok Doll[17], 2015.
- Peter Greenaway: Eisenstein in Guanajuato. 10 Days That Shook Eisenstein[18], 2015.
- Peter Greenaway: Joseph[19], 2016.
- Peter Greenaway: Lucca Mortis[20], 2022.
- Peter Greenaway: Four Storms & Two Babies. A Love Story[21], 2023.

## Auszeichnungen
- 1998: Officier de l’Ordre des Arts et des Lettres
- 2007: wurde Greenaway mit dem mit 10.000 Euro dotierten Aachener Innovationspreis Kunst des ausgezeichnet. Aus diesem Anlass mischte er im Ludwig Forum für Internationale Kunst eine Live-Version der Tulse Luper Suitcases aus etwa 800 digitalen Filmloops.
- 2007: wurde Greenaway CBE.[22]
- 2014: verlieh die British Academy of Film and Television Arts Greenaway den Preis für den Besten britischen Beitrag zum Kino.[23]
- 2014: Mitglied der Académie royale des Sciences, des Lettres et des Beaux-Arts de Belgique.[24]

## Filmporträt
2017 erschien der Dokumentarfilm von Saskia Boddeke The Greenaway Alphabet. An dem persönlichen Filmporträt Greenaways seiner Frau Saskia Boddeke war auch seine damals 16-jährige Tochter Pip als Gesprächspartnerin ihres Vaters beteiligt. Der Film erhielt Auszeichnungen am Tirana International Film Festival (TIFF 2018) und am Master of Art Film Festival 2018 in Bulgarien.